# Björnhammar – Sovstaden i skogen
Björnhammar – Sovstaden i skogen är en dokumentärfilm om livet i det lilla samhället Björnhammar i Hallsbergs kommun. 